# Crupet
Crupet es una aldea perteneciente al municipio belga de Assesse, situada en la región Región Valona de la Provincia de Namur.
Crupet fue su propio municipio hasta 1977, por la fusión municipal llevada en Bélgica entre 1975 a 1983. 
La aldea pertenece a la asociación Les plus beaux villages de Wallonie (Los pueblos más hermosos de Valonia).
El pueblo es conocido por su donjón del siglo XIII, la iglesia de San Martín, sus casas solariegas de los siglos XII a XVI, sus fábricas de cal y sus antiguos molinos de viento.  Crupet es también famosa por la gruta artificial dedicada a San Antonio de Padua y el diablo, construida en 1900.

## Etimología
Probablemente el nombre "Crupet" tiene su origin en la palabra valona crupèt, que significa montículo.  Otro posible origen es de Crupay, que también en valón en valón signifiva País de humedad.
Crupet es la única aldea del país que tendría origen en cualquiera de estas dos posibilidades.
|                                             |
| Gruta de San Antonio de Padua y el demonio. |

|                        |
| Iglesia de San Martín. |

|                                   |
| Donjón de Crupet, del siglo XIII. |

|                                      |
| Portada de la Iglesia de San Martín. |